# Przejście graniczne Przegibek-Vychylovka
Przejście graniczne Przegibek-Vychylovka – polsko-słowackie przejście graniczne małego ruchu granicznego i na szlaku turystycznym, położone w województwie śląskim, w powiecie żywieckim, w gminie Rajcza, na przełęczy Przegibek, zlikwidowane w 2007.

## Opis
Przejście graniczne turystyczne Przegibek-Vychylovka zostało utworzone 18 listopada 2005 w rejonie znaku granicznego nr III/158/10–11. Czynne było w godz. 6.00–20.00. Dopuszczony był ruch pieszych, rowerzystów, narciarzy i osób korzystających z wózków inwalidzkich. Odprawę graniczną i celną osób, towarów oraz środków transportu wykonywały organy Straży Granicznej. Doraźnie kontrolę graniczną i celną osób, towarów oraz środków transportu wykonywała kolejno: Strażnica SG w Rycerce Górnej, Graniczna Placówka Kontrolna Straży Granicznej w Zwardoniu, Placówka Straży Granicznej w Zwardoniu.
6 grudnia 1996 zostało utworzone przejście graniczne małego ruchu granicznego Przegibek-Vychylovka. Dopuszczone było przekraczanie granicy dla obywateli Polski i Słowacji zamieszkałych w strefie nadgranicznej lub czasowo zameldowanych w tej strefie, dla osób prowadzących gospodarstwa w pasie małego ruchu granicznego i jedynie w pobliżu tych gospodarstw oraz mechanicznych i niemechanicznych środków transportowych do użytku osobistego pod warunkiem ponownego ich wwozu. Odprawę graniczną i celną osób, towarów oraz środków transportu wykonywały organy Straży Granicznej. Kontrolę graniczną i celną osób, towarów oraz środków transportu wykonywała kolejno: Strażnica SG w Rycerce Górnej, Graniczna Placówka Kontrolna SG w Zwardoniu, Placówka SG w Zwardoniu.
21 grudnia 2007 na mocy układu z Schengen przejścia graniczne zostały zlikwidowane.

Do przekraczania granicy państwowej z Republiką Słowacką na szlakach turystycznych uprawnieni byli obywatele następujących państw:

1. Księstwo Andory
2. Republika Austrii
3. Królestwo Belgii
4. Republika Czeska
5. Republika Grecji
6. Królestwo Danii
7. Republika Estonii
8. Republika Finlandii
9. Republika Francuska
10. Królestwo Hiszpanii
11. Królestwo Niderlandów
12. Państwo Izrael
13. Japonia
14. Republika Irlandii
15. Republika Islandii
16. Kanada
17. Księstwo Liechtensteinu
18. Wielkie Księstwo Luksemburga
19. Republika Litewska
20. Republika Łotewska
21. Księstwo Monako
22. Republika Federalna Niemiec
23. Królestwo Norwegii
24. Republika Portugalska
25. San Marino
26. Republika Słowenii
27. Stany Zjednoczone Ameryki Północnej
28. Konfederacja Szwajcarska
29. Królestwo Szwecji
30. Republika Węgierska
31. Zjednoczone Królestwo Wielkiej Brytanii i Irlandii Północnej
32. Watykan
33. Republika Włoska
34. Republika Cypryjska[2]
35. Republika Malty[2].

### Przejście graniczne z Czechosłowacją
W okresie istnienia Czechosłowackiej Republiki Socjalistycznej funkcjonowało w tym miejscu polsko-czechosłowackie przejście graniczne małego ruchu granicznego Przegibek-Vychylovka (Nová Bystrica) – II kategorii. Zostało utworzone 13 kwietnia 1960. Czynne było po uzgodnieniu umawiających się stron. Dopuszczony był ruch osób i środków transportu w związku z użytkowaniem gruntów. Odprawę graniczną i celną osób, towarów oraz środków transportu wykonywały organy Wojsk Ochrony Pogranicza. Kontrolę graniczną i celną osób, towarów oraz środków transportu wykonywała Strażnica WOP Rycerka.

## Galeria

Przejście graniczne Przegibek-Vychylovka
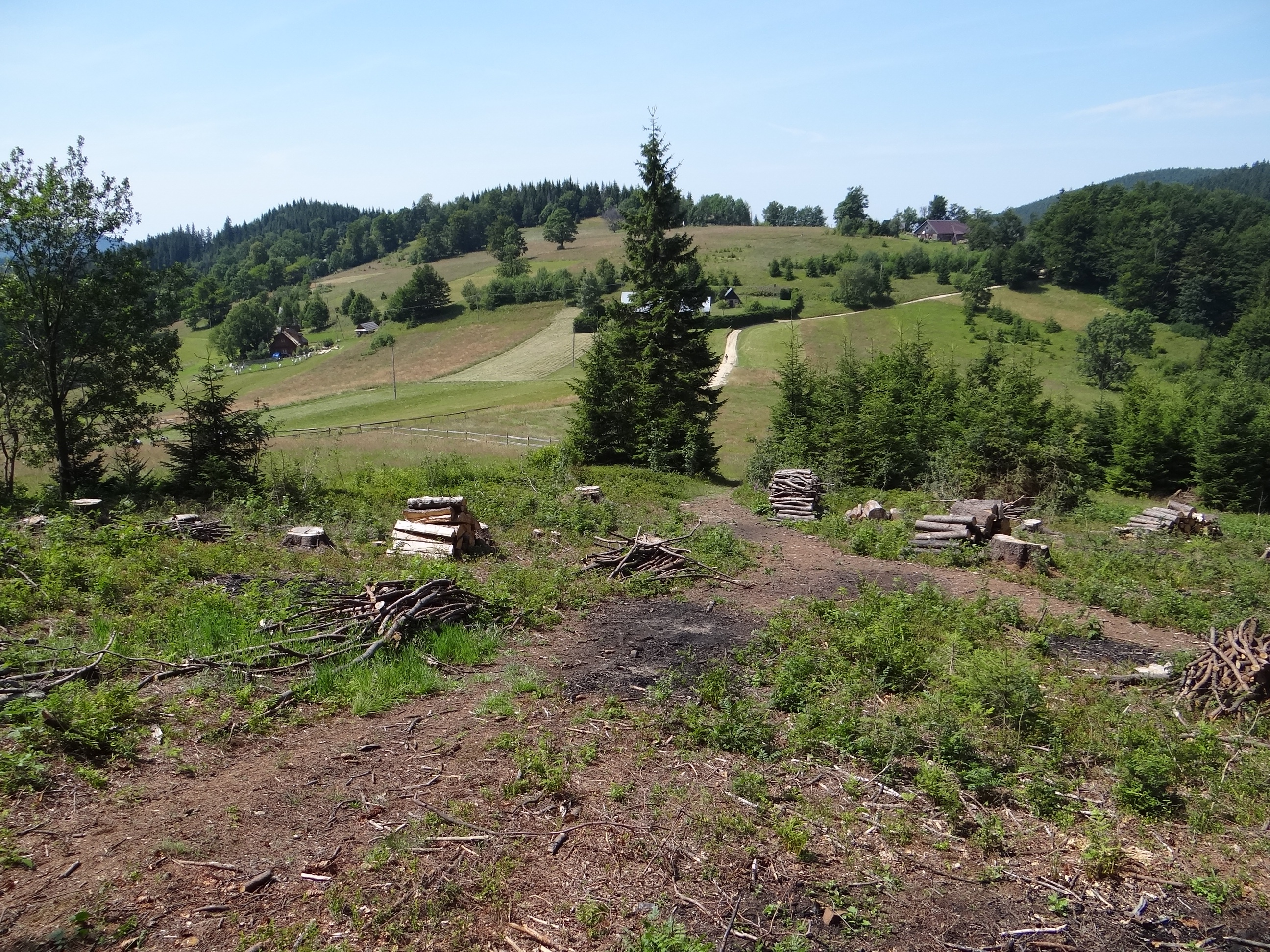
Przełęcz Przegibek i Bendoszka Mała (lipiec 2012)
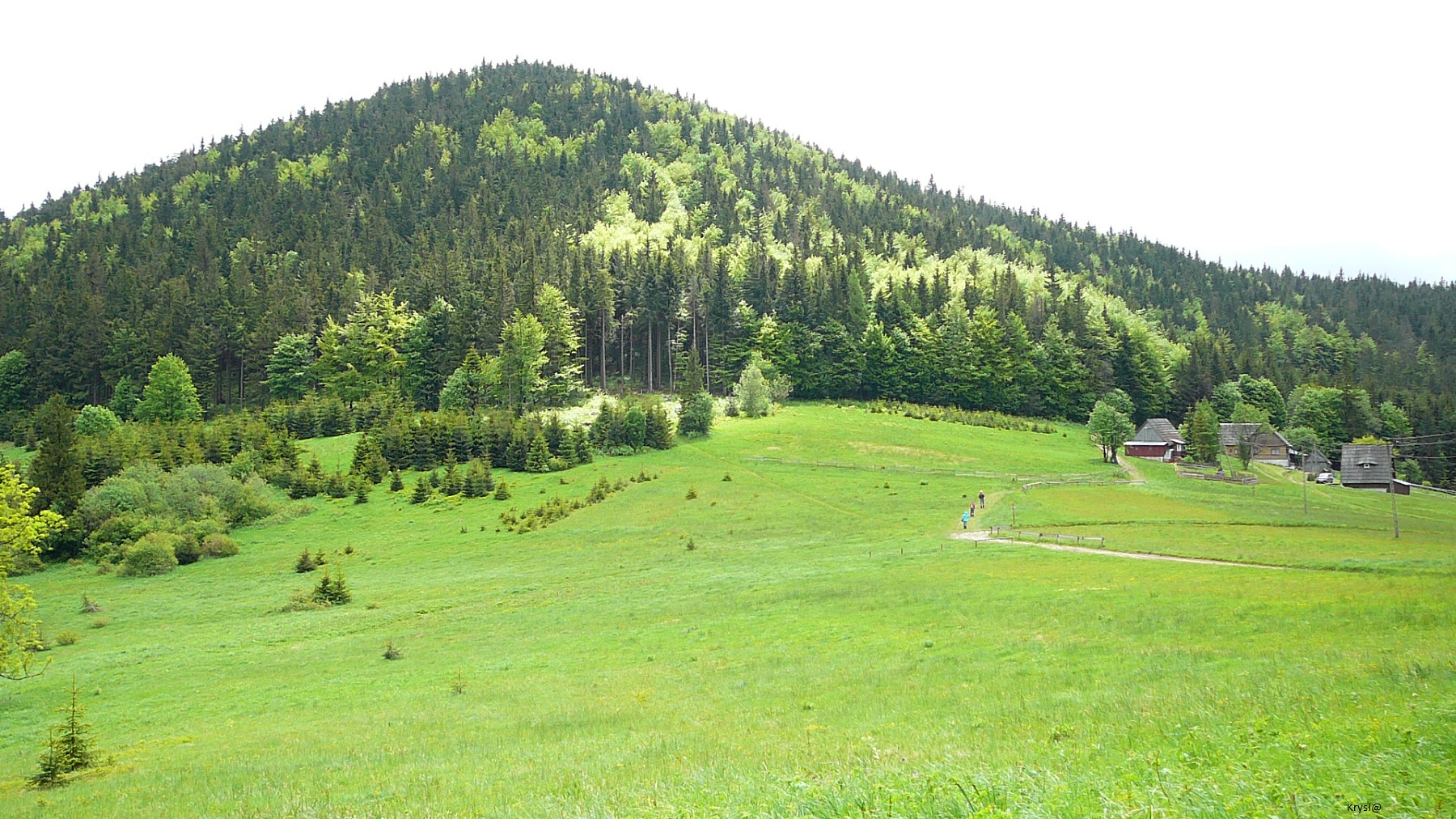
Bania i przełęcz Przegibek (maj 2013)